# Orpin noirâtre
Sedum atratum
Espèce
L'Orpin noirâtre (Sedum atratum) est une espèce de plantes annuelles de la famille des Crassulacées.

## Synonyme
Sedum haematodes Scop., 1771